# 1197

## Събития
Петър(той и брат му са основатели на едно от най-важните въстания срещу Византия) почива.
Третият му брат-Калоян се качва на престола.

## Починали
- Петър IV, български цар